# Je suis juste une fille qui peut pas dire T'oh
Je suis juste une fille qui peut pas dire T'oh (France) ou Demain matin, Springfield m'attend (Québec)  (I'm Just a Girl Who Can't Say D'oh) est un épisode de la série télévisée d'animation Les Simpson. Il s'agit du vingtième épisode de la trentième saison et du 659e de la série.

## Synopsis
Marge auditionne pour une comédie musicale au théâtre de Springfield, dont Llewellyn Sinclair est le metteur en scène. Ce dernier se montre tellement odieux que les acteurs se rebellent, ce qui entraîne sa démission. Les acteurs ne se calment pas et commencent à saccager les décors. Marge intervient pour les calmer et se propose pour mettre en scène la pièce. Avec l'aide de Lisa, elle décide de créer une nouvelle comédie musicale sur le héros local de leur ville, Jebediah Springfield. Elle est novice en la matière et se rend compte que ce travail est plus compliqué qu'elle ne le pensait.
L'ex-metteur en scène devenu serveur la supplie de le réengager, mais elle refuse. Il va alors essayer de saboter la pièce, en demandant au rôle principal de jouer dans une pièce de théâtre classique. Celui-ci ne peut pas refuser, c'est le rôle qu'il attendait, il doit donc démissionner. Marge se retrouve sans acteur principal à quelques jours de la première. D'autant plus que Krusty lui a proposé de filmer le spectacle qui sera diffusé à la télévision. Pendant ce temps, Homer découvre un cours pour papas et leurs bébés auquel il emmène Maggie, et qui semble avoir beaucoup de succès auprès de ces hommes, surtout pour l'animatrice du cours qui se révèle très sexy et fait fantasmer Homer.

## Réception
Lors de sa première diffusion, l'épisode a attiré 1,61 million de téléspectateurs.